# 十二边形
在幾何學中，十二邊形是指有十二條邊和十二個頂點的多邊形，其內角和為1800度。十二邊形有很多種，其中對稱性最高的是正十二邊形。其他的十二邊形依照其類角的性質可以分成凸十二邊形和非凸十二邊形，其中凸十二邊形代表所有內角角度皆小於180度。非凸十二邊形可以在近一步分成凹十二邊形和星形十二邊形，其中星形十二邊形表示邊自我相交的十二邊形。而一般的十字形為凹十二邊形常見的一個例子。

## 正十二邊形
正十二邊形是指所有邊等長、所有角等角的十二邊形，由十二條相同長度的邊和十二個相同大小的角構成，是一種正多邊形。正十二邊形的內角是{\displaystyle {\frac {5\pi }{6}}}弧度，換算成角度是150度。在施萊夫利符號中用 {\displaystyle \left\{12\right\}} 來表示。由於正十二邊形可看作是截去所有頂點的正六邊形，即截角的正六邊形，因此施萊夫利符號中也可以計為 {\displaystyle t\left\{6\right\}} 。而因為正六邊形亦可以將正三角形透過截角變換來構造，即切去正三角形的三個頂點，因此正十二邊形可以視為正三角形經過2次的截角變換的結果，在施萊夫利符號中亦可以寫為 {\displaystyle tt\left\{3\right\}}。

### 面積
若已知正十二邊形的邊長a，則正十二邊形的面積為： 
{\displaystyle {\begin{aligned}A&=3\cot \left({\frac {\pi }{12}}\right)a^{2}=3\left(2+{\sqrt {3}}\right)a^{2}\\&\simeq 11.19615242\,a^{2}\end{aligned}}}
若已知內切圓半徑或邊心距為r，則其面積為：
{\displaystyle {\begin{aligned}A&=12\tan \left({\frac {\pi }{12}}\right)r^{2}=12\left(2-{\sqrt {3}}\right)r^{2}\\&\simeq 3.2153903\,r^{2}\end{aligned}}}
若已知外接圓半徑為R，其面積為：
{\displaystyle A=6\sin \left({\frac {\pi }{6}}\right)R^{2}=3R^{2}}
三国时代数学家刘徽计算出半径为{\displaystyle r}的圆形，其内接正12边形的面积为{\displaystyle 3r^{2}}。正十二边形面积等于最长对角线平方的四分之三。
十二邊形的寬度是兩個平行邊之間的距離，正好會等於兩倍的邊心距。因此已知正十二邊形的寬度和邊長也可以求出面積：
{\displaystyle A=3aS}
也可以利用三角關係進行驗證：
{\displaystyle S=a(1+2\cos {30^{\circ }}+2\cos {60^{\circ }})}

### 周長
若已知外接圓半徑R，正十二邊形的周長為
{\displaystyle {\begin{aligned}p&=24R\sin \left({\frac {\pi }{12}}\right)=12R{\sqrt {2-{\sqrt {3}}}}\\&\simeq 6.21165708246R\end{aligned}}}
若已知邊心距r，正十二邊形的周長為：
{\displaystyle {\begin{aligned}p&=24r\tan \left({\frac {\pi }{12}}\right)=24r(2-{\sqrt {3}})\\&\simeq 6.43078061835r\end{aligned}}}
該系數是已知邊心距求面積公式中系數的兩倍。

### 尺規作圖
尺規作圖可先在圓形內製作正六邊形，再將各邊二等分線延伸至圓周以完成正十二邊形的頂點。

以尺規作圖作出正12邊形。

### 分割
| 正六邊形、正方形和正三角形 | 圖型塊 | 六維超立方體投影圖中的15個菱形 | 15個菱形 |

### 密鋪平面
有一些正多邊形鑲嵌圖含有正十二邊形：
| 截角六邊形鑲嵌3.12.12 | 大斜方截半六邊形鑲嵌: 4.6.12 | 六角化大斜方截半六邊形鑲嵌: 3.3.4.12 & 3.3.3.3.3.3 |

## 對稱性

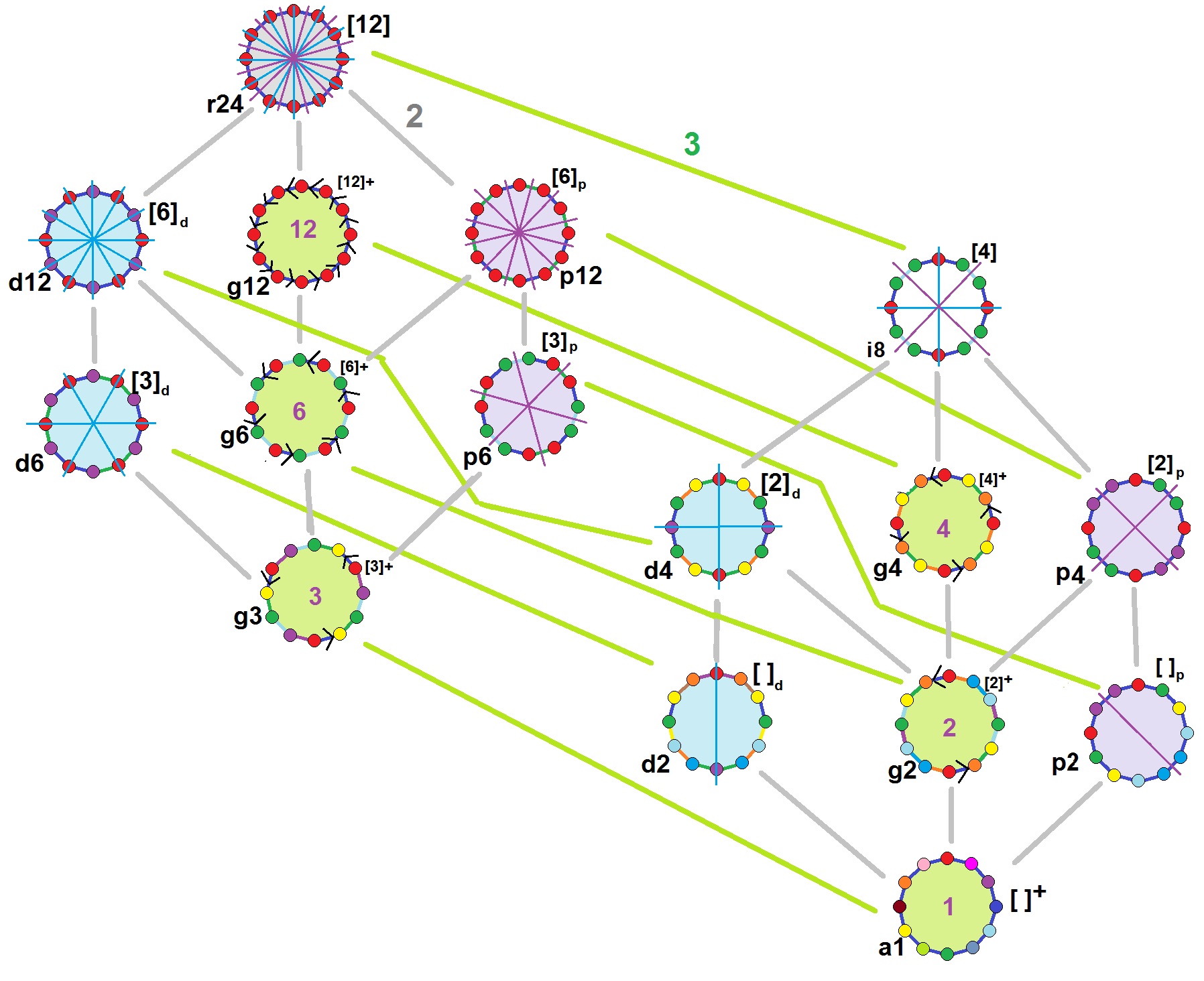
一般的十二邊形對稱性以對邊和頂點的顏色顯示。約翰·何頓·康威以字母來標記這些形狀的對稱性。

正十二邊形具有Dih12對稱性，階數為24. 
有15個不同的子群二面體群和環狀對稱。每個子組對稱性允許一個或多個自由不規則形式。只有G12子群沒有自由度，但可以看作是有向邊。
| 不同對稱性的十二邊形 | 不同對稱性的十二邊形 | 不同對稱性的十二邊形 | 不同對稱性的十二邊形 | 不同對稱性的十二邊形 | 不同對稱性的十二邊形 | 不同對稱性的十二邊形 |
| r24                  | r24                  | r24                  | r24                  | r24                  | r24                  | r24                  |
| d12                  | g12                  | p12                  |                      | i8                   | i8                   | i8                   |
| d6                   | g6                   | p6                   | d4                   | g4                   | p4                   |                      |
| g3                   | g3                   | g3                   | d2                   | g2                   | p2                   |                      |
| a1                   | a1                   | a1                   | a1                   | a1                   | a1                   | a1                   |
| -------------------- | -------------------- | -------------------- | -------------------- | -------------------- | -------------------- | -------------------- |

## 扭歪十二邊形

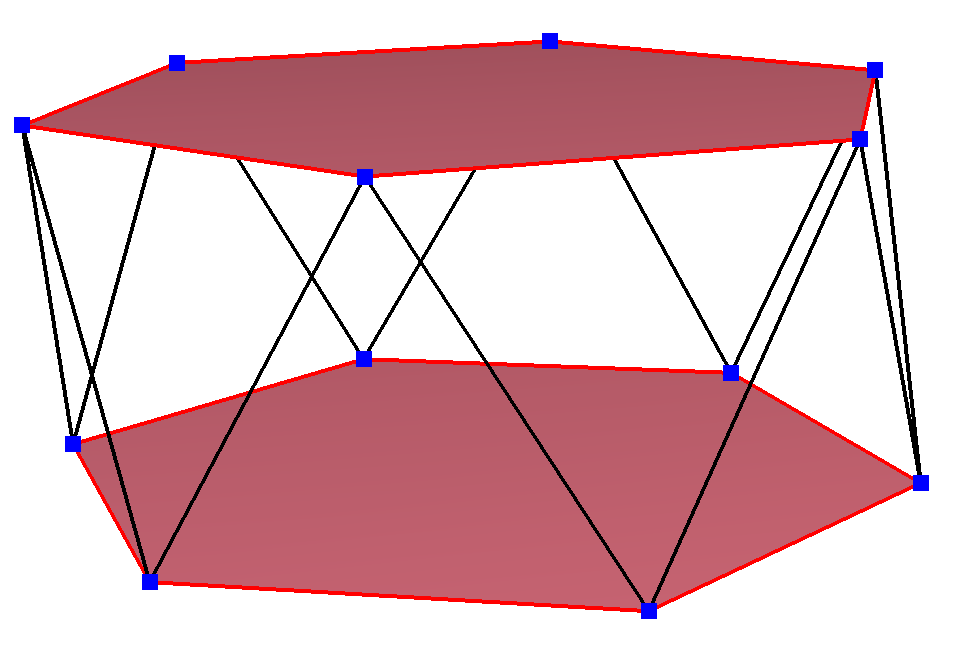
一個正扭歪十二邊形，位於六角反柱上

扭歪十二邊形，又稱不共面十二邊形，是指頂點並非完全共面的十二邊形。

### 皮特里多邊形
扭歪十二邊形經常出現在高維多胞體正交投影的皮特里多邊形。例如十一維正十二胞體的皮特里多邊形就是一個扭歪十二邊形，其具有A11 [310] 的考克斯特群的對稱性。
| 高維度的扭歪十二邊形 | 高維度的扭歪十二邊形 | 高維度的扭歪十二邊形 | 高維度的扭歪十二邊形 | 高維度的扭歪十二邊形 | 高維度的扭歪十二邊形 |
| E6                   | E6                   | F4                   | F4                   | 2G2 (4D)             | 2G2 (4D)             |
| -------------------- | -------------------- | -------------------- | -------------------- | -------------------- | -------------------- |
| 221                  | 122                  | 正二十四胞體         | 扭棱二十四胞體       | 六角六角錐體錐       | 六角六角柱體柱       |
| A11                  | D7                   | D7                   | B6                   | B6                   |                      |
| 十一維正十二胞體     | (411)                | 141                  | 六維正軸體           | 六維超立方體         |                      |

## 使用
- 英鎊的新版1鎊硬幣形狀為正十二邊形。
- 澳大利亞元的50分硬币形狀為正十二邊形。
- 澳門幣五圓和二毫的形状为正十二邊形
- 二毫和二元港币的形状为正十二邊形（严格地说，是每边向内凹陷的正十二边形）
- 嵩岳寺塔的底為正十二邊形。

## 外部連結
- 正12邊形分割再組合為正6邊形(Java)
- 正12邊形組合為正方形
- Dodecagon Matches Area Puzzle（页面存档备份，存于）
- 埃里克·韦斯坦因. . MathWorld.
- Kürschak's Tile and Theorem（页面存档备份，存于）
- Definition and properties of a dodecagon（页面存档备份，存于） With interactive animation